# Luigi Visintin
Luigi Visintin (* 28. Januar 1892 in Brazzano, Österreich-Ungarn (heute in der Region Friaul-Julisch Venetien); † 21. Februar 1958 in Novara) war ein italienischer Geograph und Kartograph.

## Leben

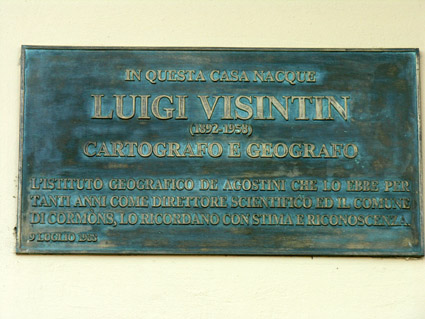
Tafel am Geburtshaus

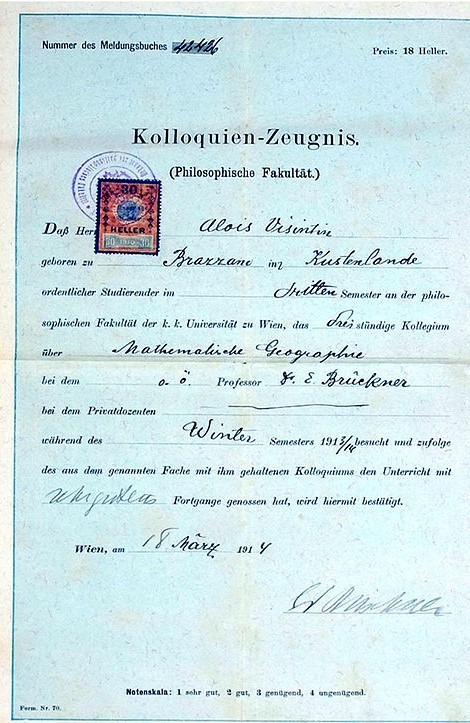
Kolloquienzeugnis der Universität Wien von Eduard Brückner (1914)

Luigi Visintin besuchte zunächst das Staatsgymnasium in Görz im Österreichisch-illirischen Küstenland, wo der Unterricht auf Deutsch erfolgte. Anschließend studierte er von 1912 bis 1914 in Wien Geographie, Geschichte und Musik. Er geriet als österreichisch-ungarischer Soldat im Ersten Weltkrieg an der galizischen Front in russische Kriegsgefangenschaft und wurde als italienischer Verbündeter 1916 entlassen. Er beendete 1918 sein Studium in Turin.
Visintin ist als wissenschaftlicher Leiter des Istituto geografico De Agostini in Novara für eine ganze Reihe von Karten und Atlanten bekannt, die auch über Italien hinaus weite Verbreitung fanden. 1922 erschien sein Grande atlante geografico mit zahlreichen weiteren Auflagen. In Deutschland erschien unter anderem in den 1950er Jahren sein Weltatlas im Wilhelm Goldmann Verlag. 1920 bis 1958 gab er die Sammlung Calendario Atlante De Agostini heraus.
Er war Ehrenmitglied der American Geographical Society.

## Schriften (Auswahl)
- Grande atlante geografico, 1922
- Atlante Geografico Metodico, 1922
- Atlante geopolitico universale, 1948
- Atlante mondiale, 1956
- Atlante Storico, 1925
- Continenti e paesi, 1957, 4. Auflage
- Neuer Weltatlas. Zürich: Fraumünster Verlag, Novara, Istituto Geografico De Agostini, 1949, 3. Auflage 1958
- Goldmanns Großer Weltatlas. München: Wilhelm Goldmann Verlag 1955 (mit Herbert Bayer)
- mit Eugène Th. Rimli: Nouvel Atlas Mondial Géographique et Economique de tous le pays. 2. Auflage, Zürich: Stauffacher 1958
- Globus-Jahrbuch des Deutschen Verlages: Die Welt und ihre Länder in politischer und wirtschaftlicher Darstellung, Deutscher Verlag – Berlin